# Эрлих, Марта (художница)
Марта Эрлих (хорв. Marta Ehrlich; 27 апреля 1910, Загреб, Транслейтания — 15 марта 1980, Загреб) — хорватская художница.
Эрлих родилась в Загребе 27 апреля 1910 года. Она выросла в богатой еврейской семье Эрнеста и Эрны Лауры Эрлих. Её отец был строительным подрядчиком, а мать — школьной учительницей. Эрлихи были известной семьёй в Загребе, её дядей был архитектор Хуго Эрлих, а тётей Марты была художница, впоследствии пережившая Холокост, Мира Клобучар. До Второй мировой войны Эрлих жила со своими родителями и двумя братьями и сестрами на вилле в Тушканаце, спроектированной её дядей Хуго Эрлихом. Она училась в начальной и средней школе в Загребе. Марта Эрлих окончила Академию изящных искусств Загребского университета в 1934 году. После окончания университета в 1935 году Эрлих отправилась в Париж, где совершенствовала своё мастерство в различных техниках живописи. Она прожила в Париже три года, прежде чем вернуться в Загреб. Вернувшись в Загреб, она брала частные уроки у Владимира Бецича. Ранние работы Эрлих отмечены влиянием Бецича. За время своей карьеры Эрлих создала 227 замечательных картин, которые составляют бесценную часть хорватского изобразительного искусства. Эрлих была замужем за Камило Томпой, художником, с которым она жила и работала в доме на улице Шубичева. Она рисовала до 1978 года, за два года до того, как покончила с собой. Эрлих была похоронена на Мирогойском кладбище под именем Марта Томпа.